# Ipande (Singida)
Ipande ist ein Verwaltungsbezirk (englisch Ward) des Distrikts Itigi in der tansanischen Region Singida.

## Geografie
Ipande ist ein Bezirk im nördlichen Zentralteil von Tansania südlich der Distrikthauptstadt Itigi. Bei der Volkszählung 2022 lebten 19.017 Menschen in 2970 Haushalten auf einer Fläche von 972 Quadratkilometern.
Der Bezirk grenzt im Südosten und Süden an den Distrikt Manyoni und sonst an Bezirke des Distrikts Itigi:
| Itigi Mjini | Sanjaranda                                  | Aghondi     |
| Kitaraka    | Kompassrose, die auf Nachbargemeinden zeigt | Idodyandole |
|             | Heka                                        | Chikola     |

## Gliederung
Der Bezirk besteht aus drei Gemeinden (swahili Mtaa) mit 14 Orten (Kitongoji):
| Ipande - Ipande Kati - Lalataa - Msangalale - Msumbiji - Kitulyee | Damwelu - Damwelu Magharibi - Maweni - Damwelu Mashariki - Mgamboo | Muhanga - Muhanga - Kanamalenga - Jilimli - Mkajenga - Katumba |

## Wirtschaft und Infrastruktur
- Landwirtschaft: Die Landwirte sind vor allem Ackerbauern, die Wanderfeldbau betreiben, manche halten auch Nutztiere. Angebaut werden vor allem Sorghum, Hirse, Maniok und Mais zur Selbstversorgung, Mais wird auch verkauft ebenso wie Erdnüsse, Sonnenblumen und Tabak.[8]
- Bildung: Die einzige weiterführende Schule in Ipande[9] ist die staatliche Ipamuda Secondary School, die Tagesschüler bis zur 4. Stufe ausbildet.[10]
- Gesundheit: Inden Gemeinden Ipande[11] und Muhanga[12] liegt je eine staatliche Apotheke.